# 奥田晋一
奥田 晋一（おくだ しんいち、1969年3月12日 - ）は、愛知県名古屋市在住のプロデューサー、コンサルタント、エージェント、セミナー講師、株式会社サンスマイル代表取締役。血液型はB型。「ハッピーお菓子スタンド」の発案者。

## 経歴
岐阜県大垣市出身。小学生6年生で松山千春に憧れフォークギターで弾き語りを始める。
19歳から名古屋市在住。脱サラ後、学生時代から続けていた音楽活動を本格化、弾き語りでの東名阪ツアーを年3回実施、唄よりもMCが評判となりラジオパーソナリティとしてコミュニティFMでレギュラー番組。
1997年Ten Point Labelのオムニバスアルバム『Crystal of Dream Vol.2』に『愛らしき美しい瞳よ』『THIS LOVE』の2曲で参加。（収録アーティストには、のちの「花＊花」が「RINSE」名義で参加）
2003～2011年、ホテル総支配人などを歴任。
2011年、前任者の退任に伴い、ご当地アイドルOS☆Uのプロデュースを依頼され、所属会社の代表取締役兼総合プロデューサーに就任。
2013年、株式会社サンスマイル設立。
2014年、中日ドラゴンズ平田良介のナゴヤドーム登場曲をプロジェクトの一員としてオクダシンイチ名義でプロデュース。
2020年、著書『元ホテル総支配人のおもいやり会話術』を「おくだしんいち」名義で電子書籍で出版。
2020年、愛知北エフエム放送にてレギュラー番組『Smile Thursday　~おくだしんいち「ことばの宝探し」~』パーソナリティ。
2021年、『ABEMA的ニュースショー』に元ホテル支配人の経験からコメンテーターとして出演。
2021年、「ハッピーお菓子スタンド」発表。多くのメディアに取り上げられ話題となる。

## 主な楽曲制作
2001年　地下鉄あびこ中央商店街公式イメージソング
2013年　『消防団HERO』歌：OS☆U　作曲（愛知県消防団公式応援ソング）
2013年　『アイのカタチ』歌:OS☆U　作詞作曲（愛知県赤十字血液センター公式テーマソング）
2013年　『風をかんじながら』歌：森咲智美　作詞作曲（名古屋ウィメンズマラソン2013公式チャレンジランナー公式応援ソング）
2014年　『夢よ！叶え！～raise voice～』歌：Vi project 作詞作曲コーラス（中日ドラゴンズ平田良介2014ナゴヤドーム公式登場曲）
2014年　『LEGEND～白鳥飛翔～』作曲（名古屋市歴史の里公式テーマソング）

## その他
中日ドラゴンズ公式ウェブサイト内の2014年3月16日のブログ「子どもたちが和太鼓で応援　平田選手のテーマ曲を収録」内でも、児童養護施設「名古屋養育院」の子どもたちが参加して収録されたことが記述されている。2014年3月17日中日新聞朝刊25面にも「登場曲を市民が作る珍しい試み」として紹介された。